# خطوط دلتا الجوية الرحلة 1141
دلتا إيرلاينز الرحلة 1141 (بالإنجليزية: Delta Air Lines Flight 1141) هي رحلة طيران من مدينة جاكسون إلى دالاس ثم إلى سالت ليك سيتي من طراز بوينغ 727-232 وبسبب خطأ الطيار بسبب ارتباك الطاقم وعدم تفقد لائحة التفقد والجو السئ تحطمت الطائرة خارج مطار دالاس فورت وورث الدولي وتحمل علي متنها 101 راكبا و7 من أفراد الطاقم وقد مات 14 شخصا ونجا 94 شخصا من حادث التحطم الأكثر ترويعا في أمريكا وأغلق مطار دالاس فورت وورث الدولي أحد أكثر المطارات أزدحاما في العالم بسبب الحادث وقد أستغرق التحقيق سنة واحدة و26 يوما لمعرفة سبب الحادث.

## وصلات خارجية
- NTSB report
- Air Disaster page on Flight 1141
- Cockpit Voice Recording from 1141
- The crash of Flight 1141/Crash resurrects memories of 1985